# Олеогустус
Олеогустус (усещането за мазно) е името на един от допълнителните вкусове, известен и като шестият вкус, идентифициран в животинските мазнини, открити в някои храни. Последните изследвания разкриват потенциален вкусов рецептор, наречен CD36 рецептор. CD36 бива посочен като възможен рецептор за липиден вкус, тъй като се свързва с мастните молекули (по-точно с дълговерижни мастни киселини), и е локализиран за вкус на езиковите папили (по-специално циркулатните и листни папили).
Има дебат за това дали наистина можем да вкусим мазнини, а поддръжниците на способността ни да вкусваме свободни мастни киселини (FFA) основават аргумента на няколко основни точки:
1. има еволюционно предимство при откриването на мазнини през устата;
2. потенциален мастен рецептор е разположен върху клетките на вкусовите езикови папили;
3. мастните киселини предизвикват специфични реакции, които активират вкусовите неврони, подобно на други приети вкусове;
4. има физиологичен отговор на наличието на орална мазнина.[7]

Въпреки че CD36 е изследван предимно при мишки, изследванията за способността на хората да вкусват мазнини, установяват, че тези с високи нива на експресия на CD36 са по-чувствителни към дегустация на мазнини, отколкото тези с ниски нива на CD36 експресия и има ясна връзка между количеството рецептор CD36 и способността да се вкуси мазнина.